# زیردریایی یو-۶۳۳
زیردریایی یو-۶۳۳ (به انگلیسی: German submarine U-633) یک زیردریایی بود که طول آن ۶۷٫۱ متر (۲۲۰ فوت ۲ اینچ) بود. این زیردریایی در سال ۱۹۴۲ ساخته شد.